# Гройсман, Дмитрий Эммануилович
Дми́трий Эммануи́лович Гро́йсман (26 июня 1963, Воркута, Коми АССР, РСФСР, СССР) — российский музыкальный продюсер.

## Биография
Отец — Эммануил Исаакович Гройсман — кандидат химических наук, работал заведующим биохимической лабораторией в Воркуте. Мать — Изора Николаевна Пеймер-Шполянская — преподаватель физики, заслуженный учитель Коми АССР. В настоящее время оба проживают в США.
В 1985 году окончил МАМИ по специальности «Двигатели внутреннего сгорания», инженер-конструктор.
В 1985—1987 годах работал на должности инженера-конструктора в Научно-исследовательском автотракторном институте; в 1987—1989 годах — в театре-студия под руководством О. П. Табакова на должности главного администратора.
В 1989—1993 годах был директором музыкального коллектива «Бригада С»; с 1992 года — продюсировал группы «ЧайФ» и «СерьГа», певицу Мару. Также является продюсером групп «ЧайФ» и «ПилОт».
В 2001—2004 годах — руководитель спецпроектов радиостанции «Наше радио»; в том числе реализовал программу «Неголубой огонёк» на Ren-TV (Ren-TV, «Наше Радио», 2004). Был одним из организаторов крупных музыкальных фестивалей «Рок против террора» (1991), «Максидром» (с 1995), «Нашествие» (с 1999), «Эммаус».

## Фильмография
2020 «Анна-детективъ»-2 ― Тобольцев, служащий почты
2012 «Пока ночь не разлучит» ― посетитель ресторана
2009 «Братаны» — Гройсман, продюсер
2008 «Река-море» — Николай Керчев, хозяин нелегального рыболовного бизнеса
2007 «Дерзкие дни» — продюсер Лины